# Sgùrr Dearg (berg i Storbritannien, Argyll and Bute)
Sgùrr Dearg är ett berg i Storbritannien.   Det ligger i kommunen Argyll and Bute och riksdelen Skottland, i den nordvästra delen av landet, 600 km nordväst om huvudstaden London. Toppen på Sgùrr Dearg är 740 meter över havet, eller 246 meter över den omgivande terrängen. Bredden vid basen är 2,8 km. Sgùrr Dearg ligger i Inre Hebriderna. 
Terrängen runt Sgùrr Dearg är huvudsakligen kuperad. Närmaste större samhälle är Oban, 19,7 km öster om Sgùrr Dearg. Trakten runt Sgùrr Dearg består i huvudsak av gräsmarker.